# Nablaoperatorn
Nablaoperatorn är en differentialoperator, betecknad med symbolen ∇, som används inom vektoranalysen. Symbolen är ett kortare och bekvämare tecken för den vektorlika operatorn (i tre dimensioner med kartesiska koordinater):
{\displaystyle \left({\cfrac {\partial }{\partial x}},{\cfrac {\partial }{\partial y}},{\cfrac {\partial }{\partial z}}\right)}
Symbolen introducerades av William Rowan Hamilton. Namnet nabla kommer från ett hebreiskt stränginstrument med liknande form.
Operatorn kan appliceras på skalärfält (φ) eller vektorfält (F = (Fx, Fy, Fz)), för att ge
- Gradienten ∇φ, även kallat grad φ

{\displaystyle \nabla \phi =\left({\frac {\partial \phi }{\partial x}},{\frac {\partial \phi }{\partial y}},{\frac {\partial \phi }{\partial z}}\right)}
- Divergensen ∇⋅F, även kallat div F

{\displaystyle \nabla \cdot \mathbf {F} ={\frac {\partial F_{x}}{\partial x}}+{\frac {\partial F_{y}}{\partial y}}+{\frac {\partial F_{z}}{\partial z}}}
- Rotationen ∇×F, även kallat rot F

{\displaystyle \nabla \times \mathbf {F} =\left\vert {\begin{matrix}e_{x}&e_{y}&e_{z}\\{\frac {\partial }{\partial x}}&{\frac {\partial }{\partial y}}&{\frac {\partial }{\partial z}}\\F_{x}&F_{y}&F_{z}\end{matrix}}\right\vert =\left({\frac {\partial F_{z}}{\partial y}}-{\frac {\partial F_{y}}{\partial z}},{\frac {\partial F_{x}}{\partial z}}-{\frac {\partial F_{z}}{\partial x}},{\frac {\partial F_{y}}{\partial x}}-{\frac {\partial F_{x}}{\partial y}}\right)}
Om man kombinerar gradient och divergens får man Laplaceoperatorn, vilken betecknas med nablaoperatorn i kvadrat, ∇2 alternativt Δ:
{\displaystyle \Delta \phi =\nabla ^{2}\phi =\nabla \cdot \nabla \phi ={\frac {\partial ^{2}\phi }{\partial x^{2}}}+{\frac {\partial ^{2}\phi }{\partial y^{2}}}+{\frac {\partial ^{2}\phi }{\partial z^{2}}}}
Samt för vektorfält:
{\displaystyle \Delta \mathbf {F} =\nabla ^{2}\mathbf {F} =\nabla (\nabla \cdot \mathbf {F} )-\nabla \times (\nabla \times \mathbf {F} )}

## Räkneregler
Genom att tolka nablaoperatorn som en vektor och använda räkneregler för vektorprodukter går det att visa att
{\displaystyle \nabla \times (\nabla \phi )=\mathbf {0} }
{\displaystyle \nabla \times \nabla =\mathbf {0} }

### Produktregler
{\displaystyle {\begin{aligned}\nabla (fg)&=f\nabla g+g\nabla f\\\nabla ({\vec {u}}\cdot {\vec {v}})&={\vec {u}}\times (\nabla \times {\vec {v}})+{\vec {v}}\times (\nabla \times {\vec {u}})+({\vec {u}}\cdot \nabla ){\vec {v}}+({\vec {v}}\cdot \nabla ){\vec {u}}\\\nabla \cdot (f{\vec {v}})&=f(\nabla \cdot {\vec {v}})+{\vec {v}}\cdot (\nabla f)\\\nabla \cdot ({\vec {u}}\times {\vec {v}})&={\vec {v}}\cdot (\nabla \times {\vec {u}})-{\vec {u}}\cdot (\nabla \times {\vec {v}})\\\nabla \times (f{\vec {v}})&=(\nabla f)\times {\vec {v}}+f(\nabla \times {\vec {v}})\\\nabla \times ({\vec {u}}\times {\vec {v}})&={\vec {u}}\,(\nabla \cdot {\vec {v}})-{\vec {v}}\,(\nabla \cdot {\vec {u}})+({\vec {v}}\cdot \nabla )\,{\vec {u}}-({\vec {u}}\cdot \nabla )\,{\vec {v}}\end{aligned}}}